# VI Liceum Ogólnokształcące im. Adama Mickiewicza w Krakowie
VI Liceum Ogólnokształcące im. Adama Mickiewicza w Krakowie – krakowskie liceum ogólnokształcące, które utworzone zostało w 1902.
Od 1992 liceum mieści się na Kazimierzu przy ul. Wąskiej 7 w Krakowie .

## Historia
C. i k. minister wyznań i oświecenia reskryptami z 5 i 30 sierpnia 1902 zezwolił na utworzenie osobnego oddziału z klas równorzędnych Gimnazjum św. Jacka w Krakowie i umieszczenie ich w osobnym budynku przy ul. św. Sebastiana w Krakowie 10. Kierownikiem klas równorzędnych został Józef Kurowski, profesor Gimnazjum św. Jacka. 8 października 1902 uczniowie filii udali się do nowego lokalu.
Zarządzeniem Ministra Wyznań Religijnych i Oświecenia Publicznego z 1937 zostało utworzone „VII Państwowe Liceum i Gimnazjum im. Adama Mickiewicza w Krakowie” (państwowa szkoła średnią ogólnokształcąca, złożoną z czteroletniego gimnazjum i dwuletniego liceum), po wejściu w życie tzw. reformy jędrzejewiczowskiej szkoła miała charakter męski, a wydział liceum ogólnokształcącego był prowadzony w typie humanistycznym i przyrodniczym. Pod koniec lat 30. szkoła funkcjonowała w budynku mieszczącym się na ulicy Starowiślnej 48.
Również wielokrotnie szkoła zmieniała swoją siedzibę. W 1975 r. przeniosła się do budynku przy ul. Skałecznej (gdzie znajduje się seminarium ojców Paulinów). W tym samym roku do liceum dołączono klasy pierwsze i drugie XIII Liceum Ogólnokształcącego, które uległo reorganizacji. W 1992 r. „szóstkę” przeniesiono na ulicę Wąską 7, gdzie podczas okupacji znajdował się przejściowy obóz pracy, o czym wspomina tablica na murze szkoły. 
Szkoła od wielu lat specjalizuje się w nauczaniu języków obcych, prowadzi oddziały dwujęzyczne z językiem angielskim i hiszpańskim. Ponadto proponuje naukę w oddziałach z rozszerzonym programem nauczania przedmiotów przyrodniczych i historycznych. Jest także jedyną szkołą publiczną w Krakowie, która oferuje program matury międzynarodowej IB DP.  

## Nauczyciele
- Maksymilian Wiśniowiecki

## Absolwenci
- Danuta Boba
- Albin Habina
- Czesław Jamka
- Jan Stanisław Pasula (Jan-Rapowanie )
- Tadeusz Isakowicz-Zaleski[8]
- Jerzy Lackowski – kurator oświaty w Krakowie[9]
- Tomasz Schimscheiner – aktor[10]
- Maria Nowotarska – aktorka, założycielka Teatru Polskiego w Toronto[10]
- Michał Rusinek – literaturoznawca, tłumacz, pisarz, długoletni sekretarz Wisławy Szymborskiej[10]
- Zdzisław Pogoda – profesor nauk matematycznych na Uniwersytecie Jagiellońskim[10]

## Uczniowie
- Rudolf Kurnik